# Pannonia Allstars Ska Orchestra
Das Pannonia Allstars Ska Orchestra ist eine ungarische Ska-Band. Sie ist auch unter dem Namen PASO bekannt. Der Musikstil kann als klassischer Ska mit ungarischen Einflüssen angesehen werden. Am auffälligsten ist hier der Einsatz einer Geige. Der Gesang ist jedoch hauptsächlich englischsprachig. Sänger Lord Panamo sorgt mit seiner markanten Stimme und den Auftritten in weißem Anzug samt Hut für zusätzlichen Wiedererkennungswert.

## Geschichte
Die Band spielte nach ihrer Gründung zunächst in Budapester Clubs, bevor sie landes- und europaweit Bekanntheit erlangte. Seit 2005 ist sie unter Vertrag bei Megalith Records, dem führenden US-Ska-Label. Noch im selben Jahr veröffentlichten PASO ihr erstes Album "Budapest Ska Mood", an dem die Szenestars Dr. Ring-Ding und King Django (Stubborn All-Stars) mitwirkten.
Mittlerweile spielt PASO auf Bühnen in ganz Europa und kann Auftritte bei großen Festivals nachweisen (z. B. Donauinselfest 2006, Sziget 2004–2009, VOLT Festival 2011).

## Weiteres
PASO betreibt mehrere Projekte. Dies sind unter anderem das "PASO Soundsystem", eine Bookingagentur und eine wöchentliche Radiosendung beim ungarischen Tilos Radio.

## Diskografie

### Alben
- 2005: Budapest Ska Mood
- 2007: The Return of the Pannonians
- 2009: Feel the Riddim
- 2011: Lovemonster
- 2016: Ghost Train

### EPs und Singles
- 2007: Babylon Focus EP
- 2007: Biblical 7”
- 2020: Travelling Man